# Jangseong-gun
Jangseong (hangul: 장성군, hanja: 長城郡) är en landskommun (gun)  i den sydkoreanska provinsen Södra Jeolla. Vid slutet av 2020 hade den 45 739 invånare.
Den är indelad i en köping (eup) och tio socknar (myeon):
Bugi-myeon,
Bugil-myeon,
Bukha-myeon,
Donghwa-myeon,
Hwangnyong-myeon,
Jangseong-eup (centralort),
Jinwon-myeon,
Nam-myeon,
Samgye-myeon,
Samseo-myeon och
Seosam-myeon.